# Coraebus rubi
Coraebus rubi es una especie de escarabajo del género Coraebus, familia Buprestidae. Fue descrita científicamente por Linnaeus en 1767.
Se distribuye por Francia, Austria, Italia, Rusia, Bulgaria, Turquía, Suiza, Grecia, Croacia, Ucrania, Serbia, España, Hungría, Albania, Macedonia del Norte, Bosnia y Herzegovina, Rumania, Alemania, Israel, Moldavia, Montenegro, Eslovenia y Eslovaquia.

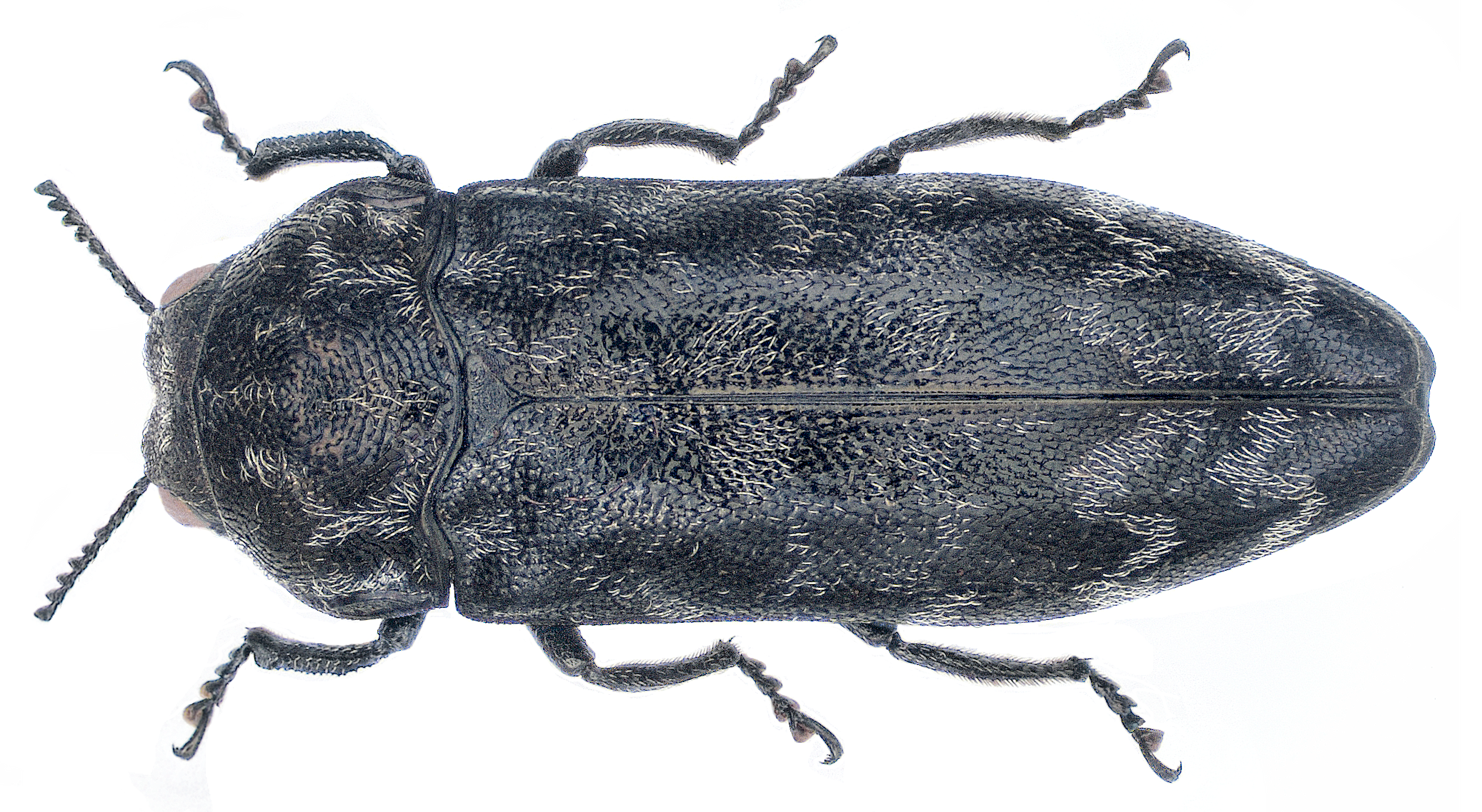
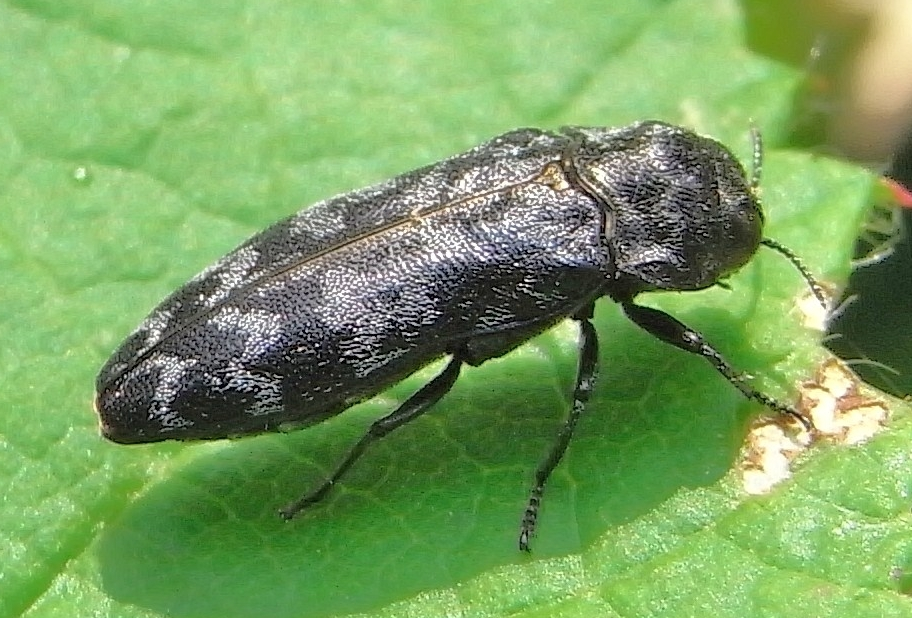
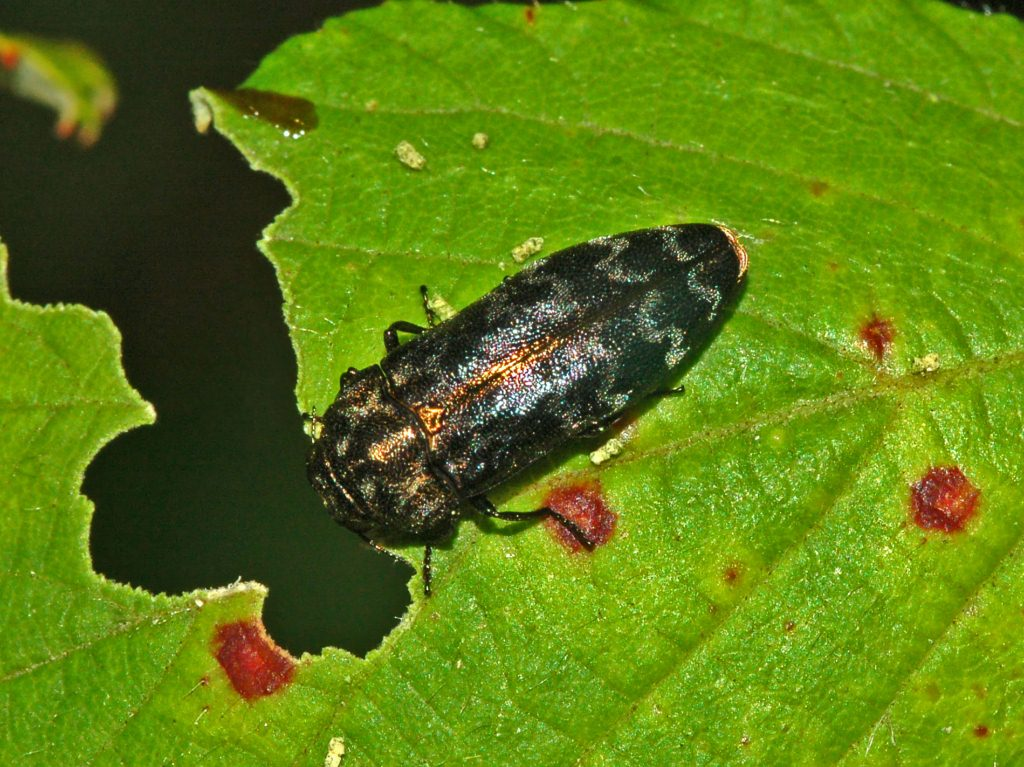
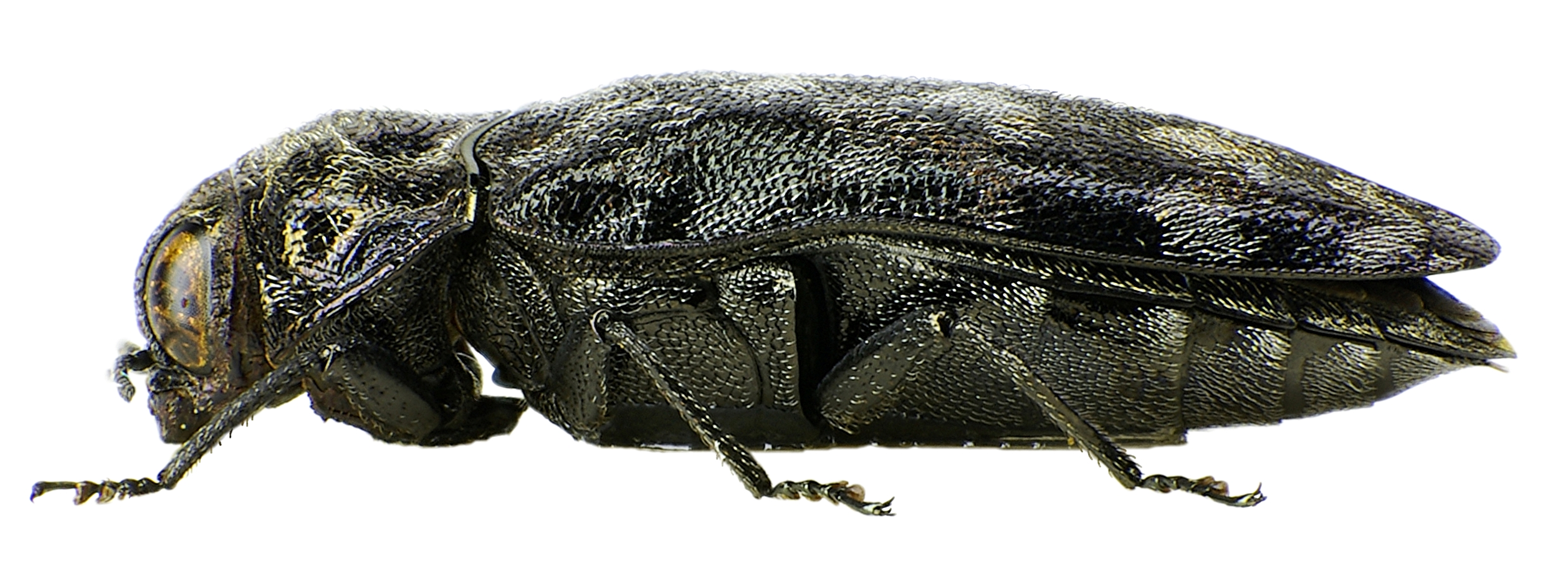